# Marktrodach

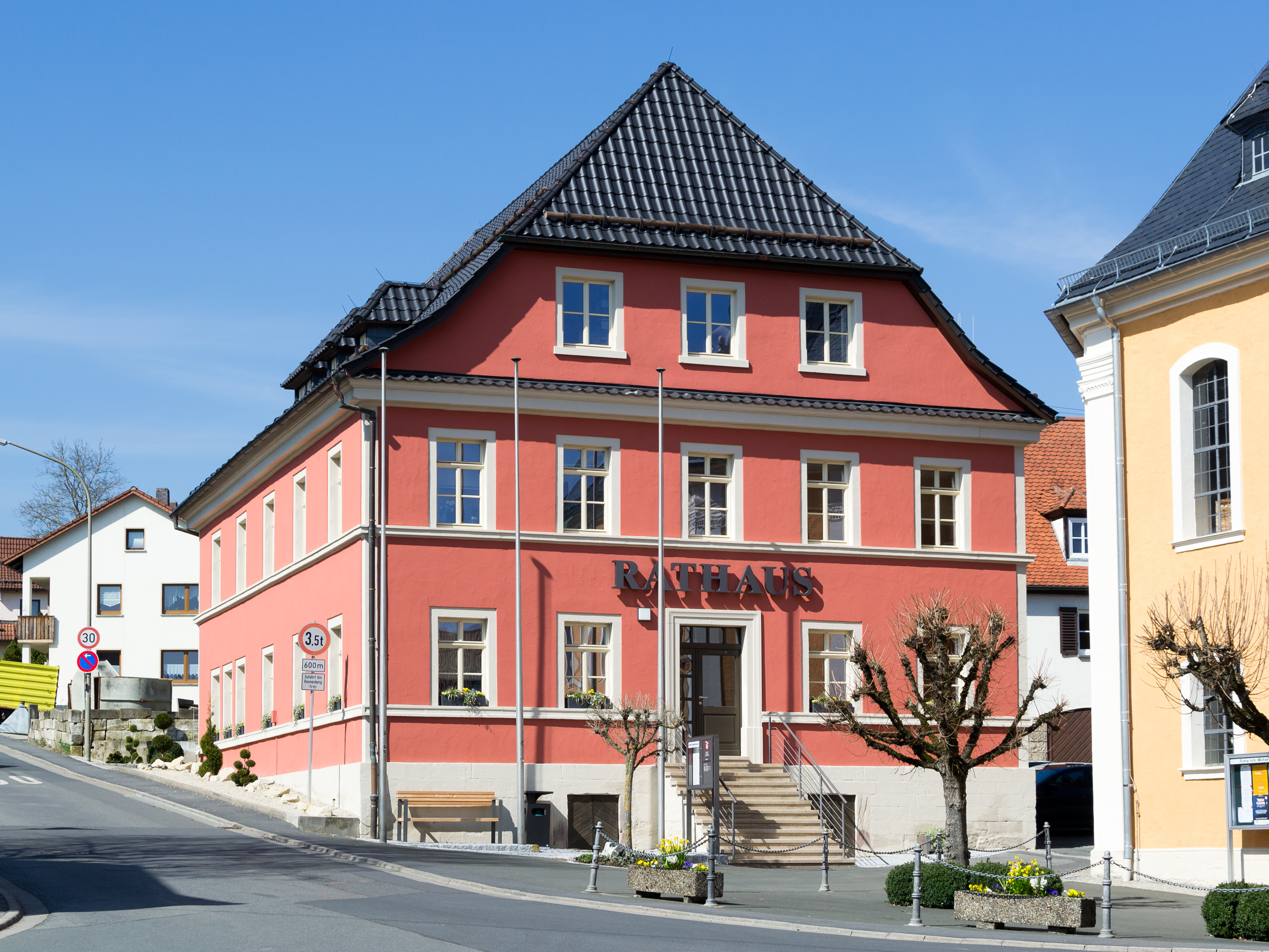
Rathaus im Gemeindeteil Unterrodach

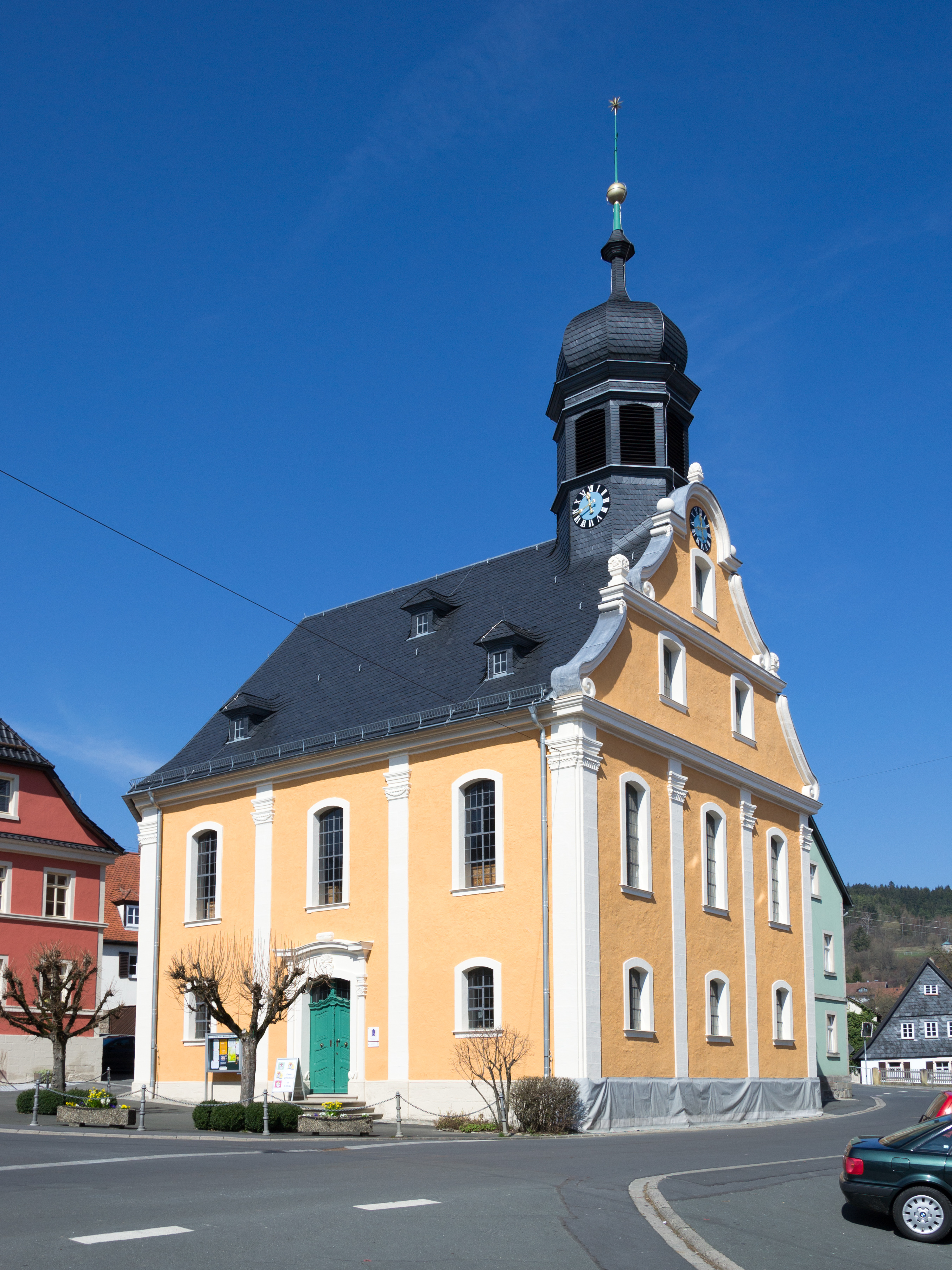
Evangelische Michaelskirche im Gemeindeteil Unterrodach

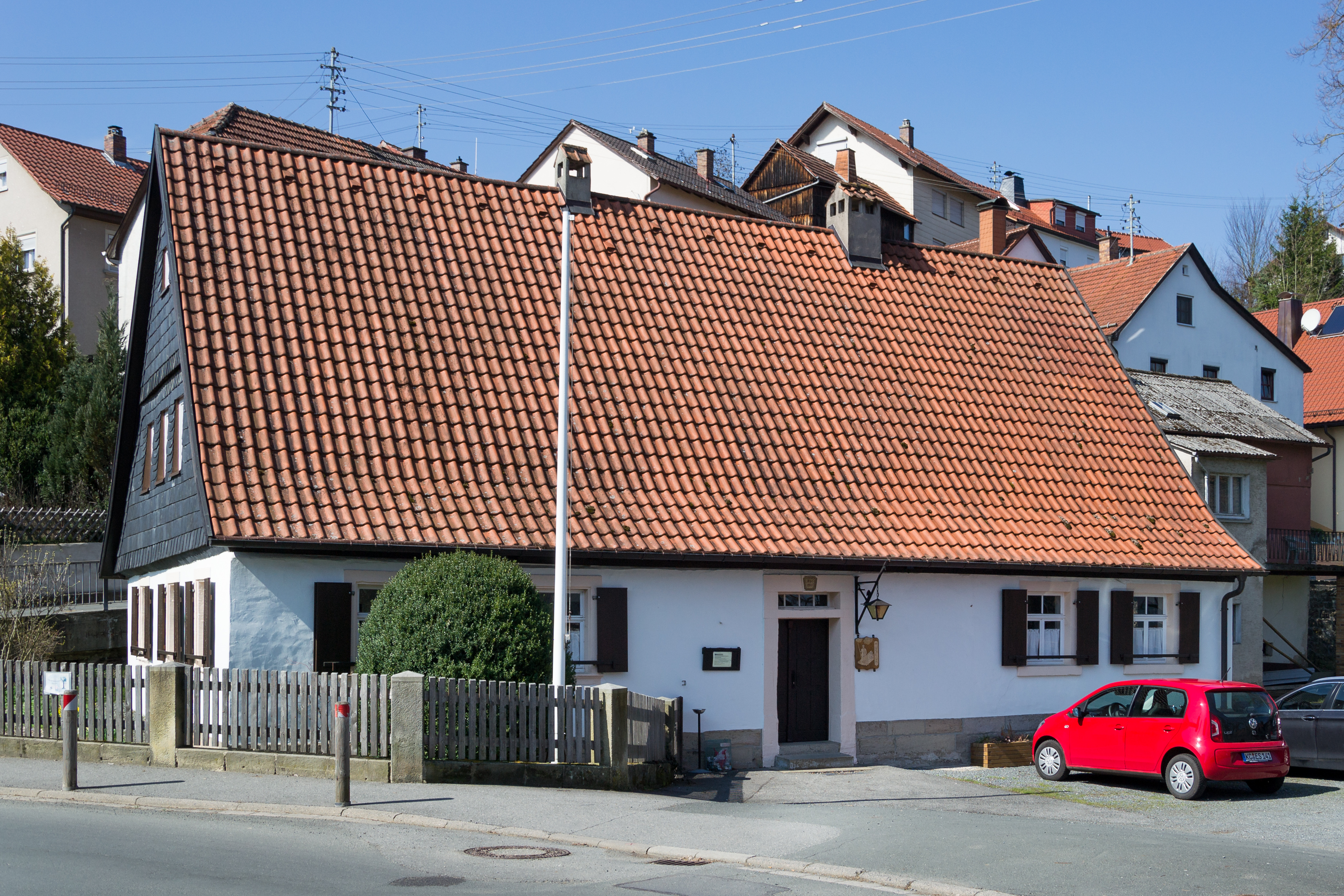
Flößermuseum im Gemeindeteil Unterrodach

Marktrodach ist ein Markt ohne namengebenden Hauptort im oberfränkischen Landkreis Kronach in Bayern.

## Geografie

### Lage
Marktrodach liegt im Naturpark Frankenwald an der Rodach. Sie liegt etwa sechs Kilometer östlich der Kreisstadt Kronach in zwei Talabschnitten des Rodachtals und des Radspitz-/Losnitztals, einer Verlängerung des Steinachtals.
In der Gemarkung Seibelsdorf befindet sich die Radspitze (678 m ü. NHN) mit dem größten Tal-Berg-Unterschied im Frankenwald. Sie ist auch die höchste Erhebung der Fränkischen Linie.

### Nachbargemeinden
Im Uhrzeigersinn, im Norden beginnend:
- Gemeinde Wilhelmsthal
- Markt Steinwiesen
- Stadt Wallenfels
- Markt Presseck
- Gemeinde Rugendorf
- Stadt Kronach

### Gemeindegliederung
Die Gemeinde hat 20 Gemeindeteile (in Klammern ist der Siedlungstyp angegeben):
- Buchschneidmühle (Einöde)
- Ebersmühle (Einöde)
- Erlabrück (Einöde)
- Großvichtach (Dorf)
- Kleinvichtach (Dorf)
- Kreuzberg (Einöde)
- Kreuzmühle (Einöde)
- Mittelberg (Weiler)
- Neuschneidmühle (Einöde)
- Oberrodach (Kirchdorf)
- Oberrodacher Mühle (Einöde)
- Seibelsdorf (ehemaliger Markt)
- Unterrodach (Pfarrdorf)
- Vogtsmühle (Einöde)
- Waldbuch (Dorf)
- Wichenmühle (Einöde)
- Wöhrleinschneidmühle (Einöde)
- Wurbach (Dorf)
- Zeyern (Pfarrdorf)
- Zigeunerschneidmühle (Einöde)

Heimtreiber und Schrammesmühle sind keine amtlich benannten Gemeindeteile. Die Orte Angermühle, Friedersdorfer Mühle, Hetzenmühle, Kirchbühl und Rabensteinerschneidmühle sind mittlerweile abgebrochen worden.

## Gemeindename
Der Name der zu errichtenden Gemeinde wurde 1977 beschlossen. Das Bestimmungswort Markt verweist auf den Rechtsstatus des ehemaligen Marktes Seibelsdorf, das Grundwort Rodach bezieht sich auf die Rodach, an dem die Gemeindeteile Ober- und Unterrodach und Zeyern liegen.

## Gemeindefusion
Zum 1. Mai 1978 haben sich aufgrund der Gemeindegebietsreform die vier Gemeinden Großvichtach, Oberrodach, Unterrodach, Zeyern und der Markt Seibelsdorf (bis 1972 Landkreis Stadtsteinach) mit dem Namen Marktrodach zu einer Gemeinde zusammengeschlossen. Die Bezeichnung Markt wurde von der ehemaligen Gemeinde Seibelsdorf eingebracht. Der Sitz der Gemeindeverwaltung ist in Unterrodach.

## Einwohnerentwicklung
Im Zeitraum 1988 bis 2018 wuchs der Markt von 3706 auf 3746 um 40 Einwohner bzw. um 1,1 %. Am 31. Dezember 2000 hatte Marktrodach 4171 Einwohner.
| Jahr      | 1987   | 2000 | 2008   | 2009   | 2010   | 2011   | 2012   | 2013   | 2014   | 2015   | 2016   | 2017   |
| Einwohner | 3729   | 4171 | 3965   | 3964   | 3901   | 3806   | 3772   | 3745   | 3715   | 3720   | 3722   | 3743   |
| Häuser    | 1082   |      |        |        |        |        |        |        | 1266   | 1267   | 1268   | 1272   |
| Quelle    | [ 10 ] |      | [ 11 ] | [ 11 ] | [ 11 ] | [ 11 ] | [ 11 ] | [ 11 ] | [ 11 ] | [ 11 ] | [ 11 ] | [ 11 ] |

## Politik

### Marktgemeinderat
Der Marktgemeinderat von Marktrodach hat 16 Mitglieder, hinzu kommt der Erste Bürgermeister.
| Partei/Liste                                    | 2020  | 2020  | 2014  |
| Partei/Liste                                    | %     | Sitze | Sitze |
| ----------------------------------------------- | ----- | ----- | ----- |
| SPD                                             | 20,62 | 3     | 7     |
| Überparteiliche Wählergemeinschaft/Freie Wähler | 42,06 | 7     | 4     |
| CSU                                             | 6,90  | 1     | 3     |
| Soziale Bürger Marktrodach                      | 10,21 | 2     | 2     |
| Menschen für Marktrodach                        | 20,21 | 3     | –     |
| Gesamt                                          | 100   | 16    | 16    |

### Bürgermeister
Seit 1996 ist der aus dem Gemeindeteil Oberrodach stammende Norbert Gräbner (parteilos) Erster Bürgermeister, der zudem Mitglied des Kreistages ist.
Ehemalige Bürgermeister des Marktes Marktrodach:
- Siegfried Haderlein
- Willi Kestel

### Partnerschaften
Der Gemeindeteil Seibelsdorf pflegt eine Freundschaft mit der Gemeinde Antrifttal im hessischen Vogelsbergkreis. Zwischen den beiden Freiwilligen Feuerwehren besteht zudem eine Patenschaft.

### Wappen und Flagge
Wappen
| Wappen Gde. Marktrodach | Blasonierung: „Unter von Silber und Schwarz geviertem Schildhaupt in Rot ein silberner Einhornrumpf beseitet von je einem schräg gestellten silbernen Floßhaken.“ |
| Wappen Gde. Marktrodach | Wappenbegründung: Marktrodach besteht aus der ehemals selbstständigen Marktgemeinde Seibelsdorf und den Gemeinden Großvichtach, Oberrodach, Unterrodach und Zeyern. Die Vierung von Silber und Schwarz ist dem Wappen von Oberrodach und dem ehem. Markt Seibelsdorf (von dem auch das Marktrecht stammt) entnommen und verweist auf die Markgrafen von Brandenburg-Bayreuth, die in Seibelsdorf ein Amt einrichteten. Aus dem Oberrodacher Wappen stammt das Einhorn in geminderter Form. Es ist dem Wappen der Herren von Waldenfels entnommen, die in Oberrodach über die Hälfte der Anwesen grundherrlich verwalteten. Die beiden Floßhaken standen in den Wappen von Unterrodach und Zeyern und verweisen auf die Holzflößerei, die früher eine wichtige Rolle spielte. Die Farben Silber und Rot sind die Farben Frankens. Die Gemeinde führt seit 1979 ein Wappen. |

Flagge
Die Gemeindeflagge ist rot-weiß.

## Religion
Die in den 1970er Jahren neu gegründete Großgemeinde war in vier der ehemalig fünf eigenständigen Gemeinden seit der Reformation überwiegend evangelisch-lutherisch geprägt. Lediglich Zeyern ist ein überwiegend katholisch geprägtes Dorf.
Durch die unterschiedliche geschichtliche Prägung der Ortschaften, bedingt durch die Rand- bzw. Grenzlage zweier unterschiedlich religiös geprägter Herrschaftsgebieten (Hochstift Bamberg (katholisch) und Markgrafentum (Kulmbach-)Brandenburg-Bayreuth (evangelisch)) ergibt sich seit der Reformation die Aufteilung der Ortschaften auf verschiedenen Kirchengemeinden. Zwei evangelische und eine katholische Pfarrei haben ihren Sitz in der Marktgemeinde.
Folgende christlichen Kirchengemeinden bestehen auf dem Gebiet der politischen Marktgemeinde:
- Evangelisch-lutherische Kirchengemeinde Seibelsdorf (GT Seibelsdorf mit Waldbuch, Wurbach, Mittelberg, GT Oberrodach, GT Großvichtach, Losau (Gemeinde Rugendorf), Oberehesberg (Markt Presseck))
- Evangelisch-lutherische Kirchengemeinde Unterrodach (GT Unterrodach, GT Zeyern, Höfles (Stadt Kronach), Stadt Wallenfels)
- Römisch-katholische Kirchengemeinde Zeyern (GT Zeyern) mit Filialgemeinde Heilig Kreuz Oberrodach (GT Oberrodach)
- Römisch-katholische Kirchengemeinde Kronach - Filialgemeinde St. Maria Himmelfahrt Höfles (Stadt Kronach) (GT Unterrodach)
- Römisch-katholische Kirchengemeinde Wartenfels (Markt Presseck) (GT Seibelsdorf, GT Großvichtach)

Ursprünglich gehörte Zeyern zur katholischen Pfarrei Seibelsdorf. Jeden Sonntag gingen die Christen von Zeyern zu Fuß nach Seibelsdorf. Dieser Weg heißt noch heute „der Kirchsteig“. In der Reformation nahm Seibelsdorf auf Befehl der Markgrafen von Bayreuth die neue Glaubenslehre an. Zeyern jedoch blieb dem katholischen Glauben treu und sagte sich im Jahr 1551 von Seibelsdorf los. Zu dieser Zeit stand in Zeyern jedoch nur eine kleine Holzkirche, gestiftet von den Herren zu Zeyern, dem Heiligen Leonhard geweiht.

## Kultur und Sehenswürdigkeiten

### Baudenkmäler
- Heilig-Kreuz-Kapelle Kreuzberg
- Markgrafenkirche Seibelsdorf
- St. Michael (Unterrodach)

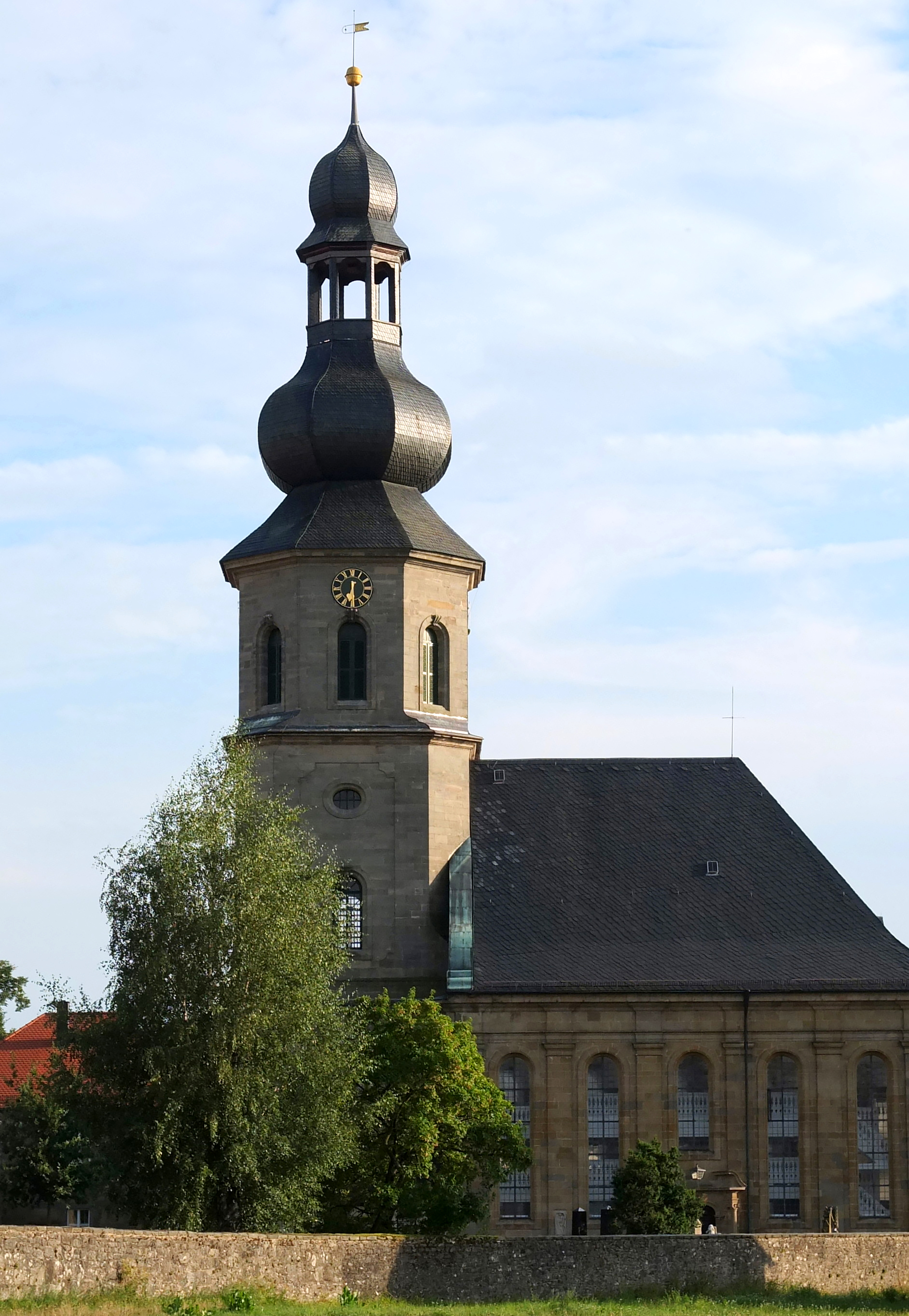
Markgrafenkirche Seibelsdorf

- Kriegerdenkmal mit Friedenseiche in Seibelsdorf
- Schlossgut Böhm in Seibelsdorf
- Floßherrenhaus mit Flößermuseum Unterrodach
- Katholische Kirche St. Leonhard Zeyern

### Freizeitanlagen
- Radspitz-Aussichtsturm
- Grünberg-Kneippanlage (zwischen Seibelsdorf und Mittelberg)
- Schwimmbad Rodach Beach

### Sportvereine
- FC Unter-/Oberrodach 1920 e. V
- FC Seibelsdorf 1921 e. V
- VFC Großvichtach e. V(in einer SG mit FC Seibelsdorf)
- Sportverein DJK/SV Zeyern-Roßlach (Roßlach/Gemeinde Wilhelmsthal)
- TV Unterrodach (Turnverein)
- Tennisclub Marktrodach

### Regelmäßige Veranstaltungen
- Sportfeste in Seibelsdorf und Großvichtach
- Johannisfeuer in Seibelsdorf, Großvichtach, Oberrodach und Zeyern
- Seibelsdorfer Dorffest
- Seibelsdorfer Kerwa (Kirchweih) mit Markt (September)
- Bergfest in Mittelberg (1. Mai)
- Seibelsdorfer Weihnachtsmarkt (erstes oder zweites Dezemberwochenende)
- Unterrodacher Weihnachtsmarkt
- Hallenfest der Freiwilligen Feuerwehren (letztes Wochenende im August)
- FC Unter/Oberrodach Sportfest
- FC Unter/Oberrodach und TCM, Kerwa
- RoudichRockt des FC Unter/Oberrodach
- Fasching des FC Unter/Oberrodach und des TCM
- Kirchweih in Oberrodach (drittes Wochenende im September), SRV Oberrodach
- Dorffest Oberrodach (Pfingstsamstag), Freiwillige Feuerwehr, Gesangverein und SRV Oberrodach
- Sportfest FC Unter/Oberrodach

## Wirtschaft und Infrastruktur

### Verkehr
Die Bundesstraße 173 führt an Höfles vorbei nach Kronach (5,7 km südwestlich) bzw. an Zeyern vorbei nach Wallenfels (5,4 km nordöstlich). Die Bundesstraße 303 führt über Seibelsdorf nach Rugendorf (7,5 km südöstlich). Gemeindeverbindungsstraßen führen über Rennesberg nach Friesen (2,5 km nordwestlich), nach Zeyern (1,4 km nordöstlich) und an Kreuzberg vorbei nach Kronach (2,7 km südwestlich).

### Ansässige Unternehmen
- Christian Stöhr GmbH & Co. KG: Hel-X Filterkörper, Füllkörper und Haarbedarfsartikel
- DELFINGEN DE MARKTRODACH GmbH & Co. KG: Technische Textilien
- FRIEDRICH JOERG GmbH: Elektromechanische Baugruppen/Kunststoff-Spritzguss
- Tec-quipment GmbH: ARGO Amphibien- und Spezialfahrzeuge
- Staro GmbH: Elektrotechnische Bedarfsartikel
- Friedrich Müller GmbH & Co. KG Schuhhandel
- RVT Process Equipment GmbH: Industrieanlagen

### Bildung
- Grundschule (1.–4. Klasse): Rodachtal-Volksschule
- Zwei Kindergärten in Unterrodach und Oberrodach (Villa Kunterbunt)
- Zwei Volkshochschul-Zweigstellen in Unterrodach/Oberrodach und Seibelsdorf

## Persönlichkeiten
- Helmut Fleischer (1927–2012), Philosoph, Gesellschafts- und Geschichtswissenschaftler
- Christa Steiger (* 1951), Mitglied des bayerischen Landtags von 1992 bis 2013 (SPD)
- Reinhard Hickel (* 1955), Zahnmediziner und ehemaliger Hochschullehrer an der LMU